# Pero parambensis
Pero parambensis là một loài bướm đêm trong họ Geometridae.